# Lepidastheniella phillippensis
Lepidastheniella phillippensis är en ringmaskart som beskrevs av Monro 1924. Lepidastheniella phillippensis ingår i släktet Lepidastheniella och familjen Polynoidae. Inga underarter finns listade i Catalogue of Life.